# Ferme du Tertre
La ferme du Tertre est située à Plouasne, en France.

## Localisation
La ferme est située sur le territoire de la commune de Plouasne, au lieu-dit Le Tertre, dans le département des Côtes-d'Armor, dans la région Bretagne.

## Description
Une pierre en façade porte l'année 1742. Une autre porte celle de 1575, sans doute une pierre de récupération. Cette maison apparaît comme représentative de l'architecture rurale, notamment par l'emploi du matériau local et l'ordonnance de sa façade.

## Historique
La ferme est inscrite partiellement au titre des monuments historiques par arrêté du 27 octobre 1987.